# Virginia Bradford
Virginia Bradford, nata Ada Virginia Estes (Memphis, 7 novembre 1899 – 30 ottobre 1995), è stata un'attrice statunitense, attiva negli anni '20 e '30.

## Filmografia parziale
- The Boy Friend, regia di Monta Bell (1926) - non accreditata
- Stage Madness, regia di Victor Schertzinger (1927)
- Il medico di campagna (The Country Doctor), regia di Rupert Julian (1927)
- La sposa della tempesta (The Wreck of the Hesperus), regia di Elmer Clifton (1927)
- Chicago, ovvero: Vampate nere (Chicago), regia di Frank Urson (1927)

- Marked Money, regia di Spencer Gordon Bennet (1928)

- Vigilia d'amore (Two Lovers), regia di Fred Niblo (1928)
- La fortuna dei mariti (Craig's Wife), regia di William C. deMille (1928)
- Le ultime avventure di Don Giovanni (The Private Life of Don Juan), regia di Alexander Korda (1934)